# HG Owschlag-Kropp-Tetenhusen
Die Handballgemeinschaft Owschlag-Kropp-Tetenhusen (HG OKT) ist eine Handballspielgemeinschaft aus den Gemeinden Owschlag, Kropp und Tetenhusen in den schleswig-holsteinischen Kreisen Rendsburg-Eckernförde und Schleswig-Flensburg. Die erste Frauenmannschaft spielte seit der Saison 2015/16 in der 3. Liga Nord. Aktuell tritt die Mannschaft in der Oberliga Hamburg/Schleswig-Holstein an.

## Geschichte
Die Spielgemeinschaft wurde 2015 gegründet und besteht aus den Stammvereinen TSV Owschlag, TSV Kropp und dem TSV Germania Tetenhusen, wobei gleichzeitig die bis dahin bestehende HSG Kropp-Tetenhusen aufgelöst wurde. Als wichtigster Grund für den Zusammenschluss wurde der demographische Wandel angegeben, der sich in sinkenden Mitgliederzahlen im Jugendbereich bemerkbar gemacht habe. Nach eigenen Angaben hatte die HG 2015 rund 350 aktive Mitglieder.
Da die Damenmannschaften des TSV Owschlag und der HSG Kropp-Tetenhusen 2014/15 beide in der 3. Liga antraten, verfügte die HG mit ihrer zweiten Mannschaft auch über ein Startrecht in der Oberliga Hamburg/Schleswig-Holstein. Darüber hinaus konnten sich in der Premierensaison die weiblichen Jugendmannschaften für die jeweils höchste zu erreichende Spielklasse qualifizieren. Nachdem man in der Saison 2019/20 absteigen musste, gelang der direkte Wiederaufstieg in die 3. Liga. Doch auch in der Saison 2021/22 konnte die Liga nicht gehalten werden.
2024/25 gehörte die HG zu den Gründungsmitgliedern der Jugend-Bundesliga in der Altersklasse der männlichen B-Jugend.